# روبرتا فايس
روبرتا فايس هي ممثلة كندية، ولدت في 15 نوفمبر 1961 في كندا.

## وصلات خارجية
- روبرتا فايس على موقع IMDb (الإنجليزية)
- روبرتا فايس على موقع أول موفي (الإنجليزية)
- روبرتا فايس على موقع قاعدة بيانات الأفلام السويدية (السويدية)
- روبرتا فايس على موقع كينوبويسك (الروسية)